# スタディオ・ピエル・ルイジ・ペンツォ
スタディオ・ピエル・ルイジ・ペンツォ（Stadio Pier Luigi Penzo）は、イタリア・ヴェネト州ヴェネツィアにあるサッカースタジアム。ヴェネツィアFCがホームスタジアムとしている。

## 概要
1911年開場のスタディオ・ルイジ・フェッラーリスに次いでイタリアで2番目に古いサッカースタジアムである。スタジアムの名称は、第1次世界大戦のパイロットのピエル・ルイジ・ペンツォが由来。
ヴェネツィア本島の先端であるサンテーレナ島に所在し、主な移動手段は徒歩か水上バスである。